# Piauí (1868)

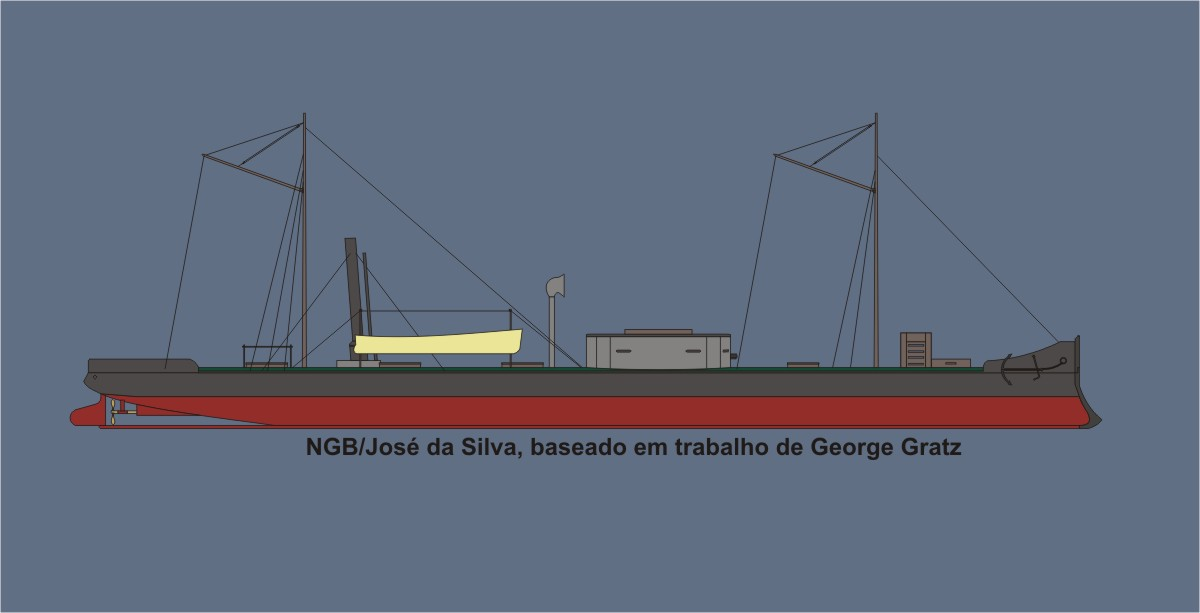
Схема моніторів типу «Пара», до яких належав «Piauí» Робота Жозе да Сільва, (José da Silva), власник авторських прав — військово-морські сили Бразилії

Piauí — четвертий річковий монітор типу «Пара», побудований для ВМС Бразилії під час Війни Потрійного альянсу.

## Служба
Piauí був закладений в Арсеналі де Марінья да Корте в Ріо-де-Жанейро 8 грудня 1866 року під час Парагвайської війни, в якій Аргентина та Бразилія стали союзниками проти Парагваю. Він був спущений на воду 8 січня 1868 року, того ж місяця введений в експлуатацію. Разом із броненосцями «Сільвадо» та «Кабрал» 21 липня 1868 року «Піауї» прорвався повз ослаблені парагвайські укріплення у Умаїті. Того ж дня монітор бомбардував Асунсьйон. 28 жовтня, 19 листопада та 26 листопада монітор разом з кількома іншими бразильськими броненосцями бомбардували парагвайські батареї в Ангостурі, нижче за течією Асунсьйону. 29 квітня 1869 р. Піауї разом із однотипними кораблями Сеара та «Санта Катаріна» прорвали парагвайські загородження в Гуарайо і відігнали їх захисників. 31 серпня 1869 року монітор безуспішно намагався знайти та знищити залишки Парагвайського флоту на річці Мандувіра.
У 1880-х роках корабельне озброєння було посилено парою 11 міліметрових кулеметів. На той час монітор діяв у складі флотилії Мато-Гроссо. Корабель утилізували 1893 році.